# Jungermannia perloi
Jungermannia perloi là một loài rêu tản trong họ Jungermanniaceae. Loài này được (Gola) Váňa miêu tả khoa học lần đầu tiên năm 1973.